# Ljubomir Kapor
Ljubomir Kapor (Korčula, 21. rujna 1932. – Zagreb, 13. ožujka 2010.) bio je hrvatski glumac.

## Životopis
Glumačku karijeru započeo je za vrijeme studija na zagrebačkoj Akademije kazališne umjetnosti u Gradskom dramskom kazalištu Gavella, ulogom u prvoj premijeri tog kazališta u Krležinoj 'Golgoti' u režiji Branka Gavelle. 
Od tada je stalni član toga kazališta i mnogobrojnim ulogama osigurao status velikana hrvatskog glumišta, glumeći između ostalih i u predstavama "Sinovi umiru prvi" (uloga Jakova, a. Mate Matišić, r. Božidar Violić), "Ribarske svađe" (uloga Iže, a. Carlo Goldoni, r. Joško Juvančić), "Glorija" (uloga don Zane a. Ranko Marinković, r. Petar Veček, "Lift za kuhinju" (a. Harold Pinter), "Kraljevo" (a. Miroslav Krleža), "Tri sestre" (a. Anton Pavlovič Čehov), "Richard II." (a. William Shakespeare) i mnogim drugim.
Najpopularnije uloge odigrao je u legendarnim TV-serijama Velo misto odigravši nezaboravnog Njegovu Svitlost, u Prosjacima i sinovima, te u Ludoj kući, u kojoj je glumio prakički do same smrti, a posljednju sezonu i unatoč kemoterapijama kojima je morao biti podvrgnut zbog zloćudne bolesti, koja mu je dijagnosticirana u ljeto 2009. Nakon duge borbe s bolešću, preminuo je u Zagrebu 13. ožujka 2010.

## Filmska i TV karijera
| TV serije - Luda kuća (2005. – 2010.) (kao Đuro Pletikosa) - Stipe u gostima (2009.) (kao Jure) - Mamutica (2009.) (kao susjed Drago) - Odmori se, zaslužio si (2009.) (kao Hanzi) - Bitange i princeze (2008.) (kao Deda) - Operacija Kajman (2007.) (kao gostioničar) - Obećana zemlja (2002.) (kao Maksan) - Novo doba (2002.) (kao Božo) - Ptice nebeske (1989.) - Nepokoreni grad (1982.) - Velo misto (1980. – 1981.) (kao picaferaj ili Njegova Svitlost) - Punom parom (1980.) (kao inspektor) - Mačak pod šljemom (1978.) - U registraturi (1974.) - Ča smo na ovon svitu... (1973.) (kao Marko) - Prosjaci i sinovi (1972.) (kao Keko) Sinkronizacija u animiranim filmovima - Tarzan - Disneyjev film; kao Profesor Porter (2005.) - Čarobnjakov šešir kao Oštrozub (1990.) - Čudesna šuma kao Oštrozub (1986.) - Asterix protiv Cezara - Asterix (stara sinkronizacija iz studija Zagrebačka Televizija) (1989.) - Papa Štrumpf u Štrumpfovima (stara sinkronizacija iz studija Zagrebačka Televizija) (1985.) | TV filmovi - Ne pitaj kako! (2006.) (kao liječnik) - Ko živ, ko mrtav (2005.) - U sjeni Green Hilla (2002.) (kao Jakomo) - Papa Sixto V (1992.) - Proljeće Janka Potlačeka (1988.) - Bunda (1987.) (kao Lovro) - Evo ti ga, mister Flips! (1984.) - Pet mrtvih adresa (1984.) - Kraljevo (1981.) - Poglavlje iz života Augusta Šenoe (1981.) - Bombaški proces (1978.) (kao Koprivnjak) - Psihopati (1974.) - Lenjin u Africi (1973.) - Tvrdica (1967.) - Čuvaj se senjske ruke (1964.) - Vučjak (1961.) - Svemirska patrola (1958.) | Filmovi - Kenjac (2009.) (kao Ante) - Četverored (1999.) (kao Danijel Crljen) - Maršal (1999.) (kao Bura) - Kad mrtvi zapjevaju (1998.) (kao susjed) - Božić u Beču (1997.) (kao Petar Lesjak) - Treća žena (1997.) (kao vojni časnik) - Rusko meso (1997.) - Sedma kronika (1996.) (kao Kuzma) - Gospa (1994.) (kao zatvorski službenik) - Zlatne godine (1993.) (kao klošar) - Luka (1992.) - Život sa stricem (1988.) - San o ruži (1986.) - Živi bili pa vidjeli (1979.) - Prijeki sud (1978.) - Lov na jelene (1972.) - Ljubav i poneka psovka (1969.) - Ponedjeljak ili utorak (1966.) |